# Tamara Jernigan
Tamara Elizabeth Jernigan dite Tammy Jernigan est une astronaute américaine née le 7 mai 1959.

## Biographie
Tamara Jernigan étudie au lycée de Santa Fe Springs en Californie dont elle sort diplômée en 1977. Elle suit ensuite une formation à l'université Stanford, et obtient une licence  en physique en 1981 et un master en sciences de l'ingénieur en 1983. À l'université de Californie à Berkeley, elle passe un master en astronomie en 1985. En 1988, elle obtient son doctorat en physique spatiale et en astronomie à l'Université Rice.
À l'issue de ses études à Stanford, elle est embauchée comme chercheure au centre de recherche Ames de la NASA de 1981 à 1985 et travaille dans le domaine de l'astronomie. Elle se porte candidate comme astronaute en juin 1985, elle est sélectionnée par l'agence spatiale américaine en 1986. Elle participe à cinq missions de la navette spatiale américaine et accumule 1 512 heures de vol dans l'espace. Au cours de sa dernière mission en 1999, elle effectue une sortie extravéhiculaire pendant environ huit heures.
Elle prend sa retraite de la NASA en 2001.
Elle est mariée à l'ancien astronaute Peter Wisoff.

## Vols réalisés
- 5 au 14 juin 1991 : Jernigan est spécialiste de mission dans le cadre du vol  STS-40 à bord de la Columbia
- 22 octobre au 1er novembre 1992 : Jernigan est spécialiste de mission à bord de la navette Columbia STS-52
- 2 au 18 mars 1995 : Jernigan est responsable de la charge utile à bord d'Endeavour STS-67
- 19 novembre au 7 décembre 1996 : Jernigan est spécialiste de mission à bord de Columbia STS-80
- 27 mai au 6 juin 1999 : Jernigan est spécialiste de mission à bord de Discovery STS-96.